# Daybreak Game Company
Daybreak Game Company LLC este un dezvoltator de jocuri video american cu sediul în San Diego. Compania a fost fondată în decembrie 1997 ca Sony Online Entertainment, o subsidiară a Sony Computer Entertainment, dar a fost desprinsă la un investitor independent în februarie 2015 și redenumit ca Daybreak Game Company. Pe 1 decembrie 2020, Daybreak Game Company a intrat într-un acord ca să fie achiziționat de Enad Global 7.
Este cunoscut pentru deținerea, supravegherea și crearea de conținut adițional pentru jocurile EverQuest, EverQuest II, The Matrix Online, PlanetSide, Star Wars Galaxies, Clone Wars Adventures, Free Realms, Vanguard: Saga of Heroes, DC Universe Online, PlanetSide 2, H1Z1: Just Survive și H1Z1: King of the Kill, alături de achizițiile Dungeons and Dragons Online, Magic: The Gathering Online și Lord of the Rings Online.

## Legături externe
- Site web oficial